# ألان مانوس
ألان مانوس (بالإنجليزية: Alan Mannus)‏ (19 مايو 1982 تورونتو كندا - ) هو لاعب كرة قدم أيرلندي شمالي.

## روابط خارجية
- ألان مانوس على موقع قاعدة بيانات كرة القدم.إي يو (الإنجليزية)
- ألان مانوس على موقع ناشيونال فوتبول تيمز (الإنجليزية)
- ألان مانوس على موقع Soccerbase.com (لاعب) (الإنجليزية)
- ألان مانوس على موقع Soccerway.com (الإنجليزية)
- ألان مانوس على موقع عالم كرة القدم.نت (الإنجليزية)
- ألان مانوس على موقع AS.com (الإسبانية)